# Paronychia splendens
Paronychia splendens är en nejlikväxtart som beskrevs av Christian von Steven. Paronychia splendens ingår i släktet prasselörter, och familjen nejlikväxter. Inga underarter finns listade i Catalogue of Life.